# 林盛基
林盛基（：／ Lim Sung-ki，1940年3月1日—2020年8月2日），韩国企业家，制药业大亨，韩美药品集团创始人。

## 生平
1940年3月出生于京畿道金浦郡。毕业于中央大學。1967年在首尔鐘路开设“林盛基药房”。1973年成立韩美药品工业株式会社（2003年改称韩美药品株式会社）。1988年，首次赴中国大陆北京、长春等地考察，1996年中方合资成立北京韩美药品有限公司。
2018年和2019年，韩美药品集团的销售额均超过1万亿韩元。林盛基也以25亿美元的身家净值位列2019年福布斯韩国富豪榜第12位。2020年，与美国强生公司交易失败而出现股价下跌，其身价也较去年减少44%，至14亿美元。
2020年8月2日逝世。